# Seiji Kishi
Seiji Kishi (japanisch 岸 誠二 Kishi Seiji; * 28. Januar 1969) ist ein japanischer Anime-Regisseur.

## Leben und Karriere
Seiji Kishi begann seine Karriere in den 1990er Jahren. Er arbeitete bei verschiedenen Studios, darunter Studio Lerche und A-1 Pictures, und leitete Serien wie Angel Beats!, Assassination Classroom, Danganronpa, sowie Yuki Yuna is a Hero.
Beim Filmfestival Anime Kobe im Jahr 2014 wurde Kishi mit einem Preis für sein Lebenswerk ausgezeichnet.

## Filmografie (Auswahl)
- 2006: Galaxy Angel Rune
- 2007: Seto no Hanayome
- 2010: Angel Beats!
- 2010–2015: Tantei Opera Milky Holmes
- 2011: Fate/Prototype
- 2011–2012: Persona 4: The Animation
- 2013: Aoki Hagane no Arpeggio
- 2013: Danganronpa – The Animation
- 2014: Hamatora
- 2014: Persona 4: The Golden Animation
- 2014: Yuki Yuna is a Hero
- 2015–2016: Assassination Classroom
- 2017: Classroom of the Elite
- 2017: Tsuki ga Kirei
- 2018: Asobi Asobase
- 2019: Kengan Ashura